# Thelma Coyne Long
Thelma Dorothy Coyne Long (14 de octubre de 1918-13 de abril de 2015) fue una jugadora de tenis australiana y una de las jugadoras que dominó el tenis femenino australiano desde mediados de años 1930 hasta los años 1950. Durante su carrera ganó 19 títulos Grand Slam. En 2013 fue incluida en Salón de la Fama del Tenis Internacional.

## Carrera como tenista

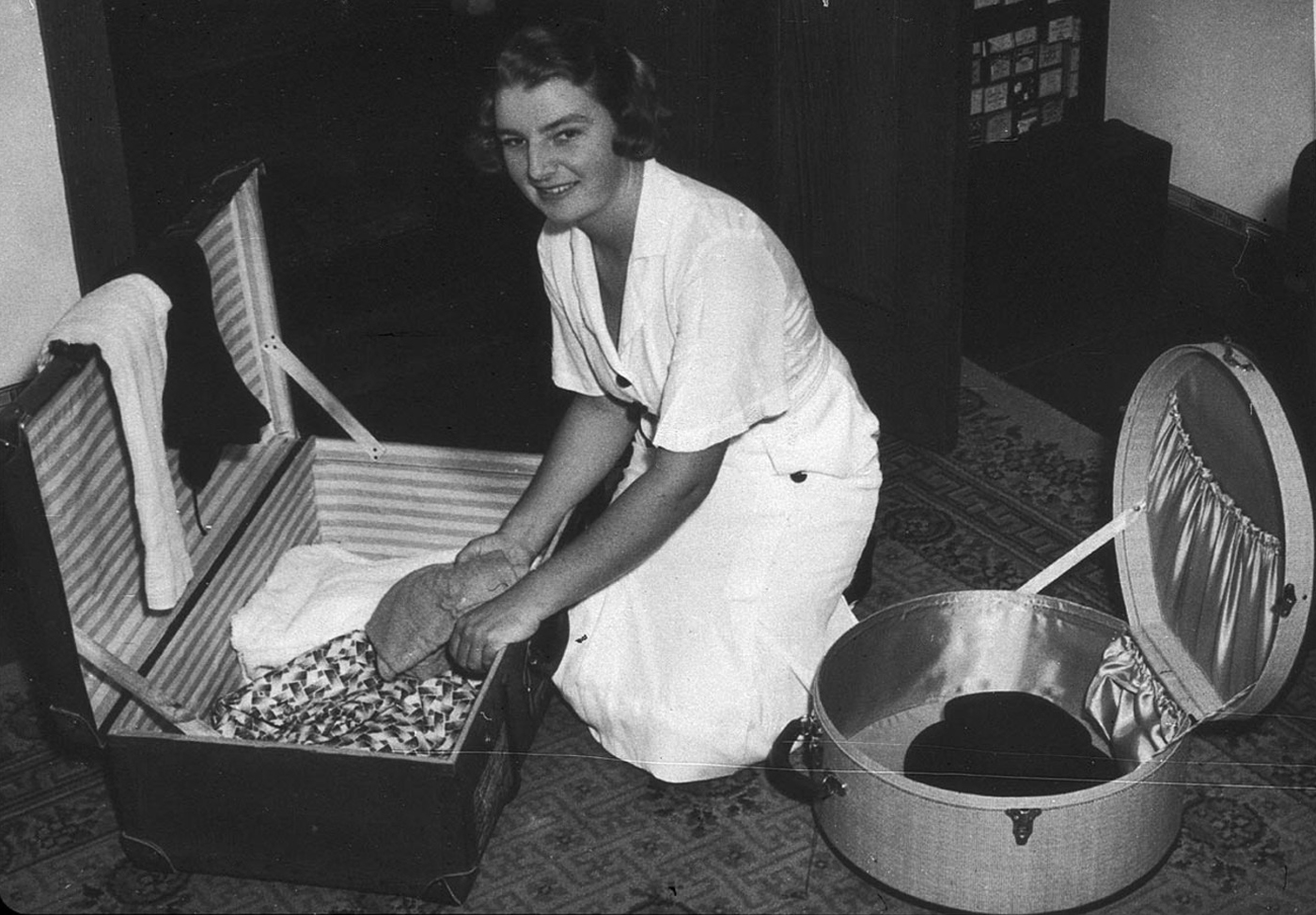
Thelma Coyne empacando para su viaje de 1938 como miembro del equipo australiano de tenis femenino.

En el Abierto de Australia, Long ganó los torneos individuales de 1952 y 1954 y fue finalista en 1940, 1951, 1955 y 1956. En dobles femeninos,  ganó diez títulos con Nancye Wynne Bolton (1936, 1937, 1938, 1939, 1940, 1947, 1948, 1949, 1951 y 1952) y dos títulos con Mary Bevis Hawton (1956 y 1958). Long fue finalista en dobles femeninos con Bolton en 1946 y 1950. Ganó títulos dobles mixto en 1951, 1952 y 1955 con George Worthington y en 1954 con Rex Hartwig. Fue finalista en dobles mixtos en 1948 junto a Bill Sidwell.
En Wimbledon, Long fue finalista de dobles femeninos en 1957 con Hawton y finalista en dobles en 1952 con Enrique Morea. En los 52 años de edad, Long formó equipo con Lorena Coghlan Robinson y fueron derrotadas en la primera ronda de dobles femeninos de Wimbledon en 1971.
En Roland Garros, Long fue finalista de dobles femeninos en 1958 con Hawton, ganó el título de dobles mixto en 1956 con Luis Ayala, y fue finalista de dobles mixtos 1951 junto a Mervyn Rose.
En el torneo en Cincinnati de 1953, Long ganó el título del torneo individual, derrotando a Anita Kanter por 7–5 y 6–2 en la el final, y el título de dobles junto con Kanter.
Según Lance Tingay de The Daily Telegraph y el Daily Mail, Long figuró en el top ten mundial en 1952 y 1954 (no se emitieron rankings entre 1940 y 1945), alcanzando un máximo número 7 mundial en 1952.
El 30 de agosto de 2000 fue premiada con la Medalla del Deporte australiano. Fue incluida en el Salón de la Fama del Tenis Australiano en 2002, durante el Abierto de Australia. En 2013 fue incluida en el Salón de la Fama del Tenis Internacional como reconocimiento a su carrera extraordinaria.

## Vida personal

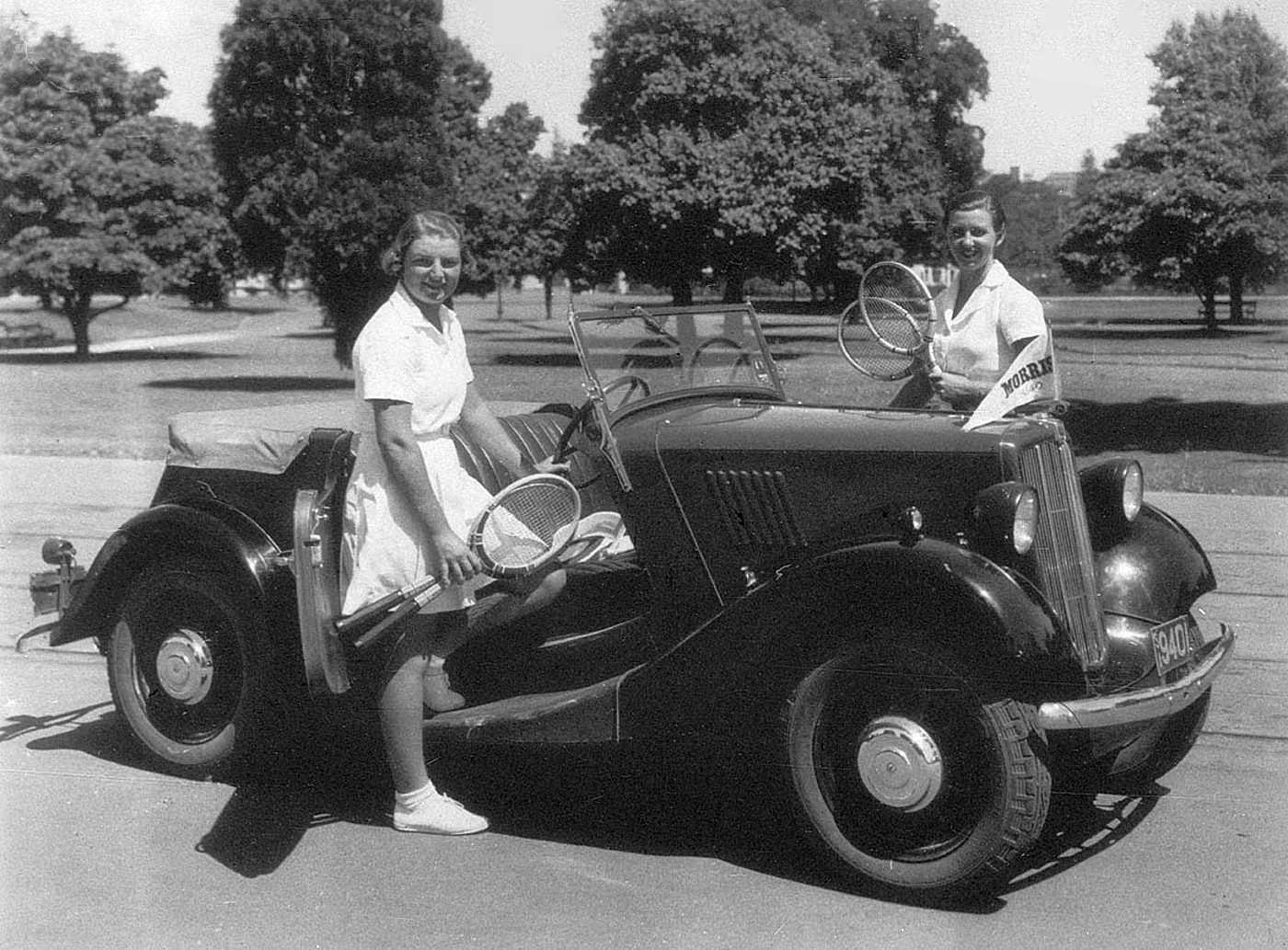
Thelma Coyne (izquierda) y Nancye Wynne Bolton (derecha) en Adelaide (1938).

El 30 de enero de 1941, se casó con Maurice Newton Long de Melbourne. El matrimonio no continuó después del fin de la Segunda Guerra Mundial.
En mayo de 1941, durante la Segunda Guerra Mundial, Long se incorporó a la Cruz Roja como conductor de transporte y trabajó en Melbourne. El 19 de febrero de 1942 se unió al Servicio del Ejército de las Mujeres Australianas  (AWAS) y alcanzó el rango de capitán en abril de 1944. Por su servicio en el AWAS, fue  premiada con la Medalla de la Guerra 1939–1945 y con la Medalla de Servicio de Australia 1939–1945.
Long trabajó como voluntaria en la Biblioteca Estatal de Nueva Gales del Sur y recibió el Premio de Servicio Voluntario en 1999.
Coyne falleció el 13 de abril de 2015 a los 96 años.

## Finales de torneos de Grand Slam

### Individuales: 6 (2 victorias, 4 derrotas)
| Resultado | Año  | Campeonato              | Superficie | Contrincante        | Puntuación    |
| --------- | ---- | ----------------------- | ---------- | ------------------- | ------------- |
| Derrota   | 1940 | Campeonato de Australia | Césped     | Nancye Wynne Bolton | 7–5, 4–6, 0–6 |
| Derrota   | 1951 | Campeonato de Australia | Césped     | Nancye Wynne Bolton | 1–6, 5–7      |
| Victoria  | 1952 | Campeonato de Australia | Césped     | Helen Angwin        | 6–2, 6–3      |
| Victoria  | 1954 | Campeonato de Australia | Césped     | Jenny Staley Hoad   | 6–3, 6–4      |
| Derrota   | 1955 | Campeonato de Australia | Césped     | Beryl Penrose       | 4–6, 3–6      |
| Derrota   | 1956 | Campeonato de Australia | Césped     | Mary Carter         | 6–3, 2–6, 7–9 |

### Dobles: 16 (12 victorias, 4 derrotas)
| Resultado | Año  | Campeonato              | Superficie | Compañero/a         | Contrincantes                          | Puntuación    |
| --------- | ---- | ----------------------- | ---------- | ------------------- | -------------------------------------- | ------------- |
| Victoria  | 1936 | Campeonato de Australia | Césped     | Nancye Wynne Bolton | May Blik Katherine Woodward            | 6–2, 6–4      |
| Victoria  | 1937 | Campeonato de Australia | Césped     | Nancye Wynne Bolton | Nell Hall Hopman Emily Hood Westacott  | 6–2, 6–2      |
| Victoria  | 1938 | Campeonato de Australia | Césped     | Nancye Wynne Bolton | Dorothy Bundy Cheney Dorothy Workman   | 9–7, 6–4      |
| Victoria  | 1939 | Campeonato de Australia | Césped     | Nancye Wynne Bolton | May Hardcastle Nell Hall Hopman        | 7–5, 6–4      |
| Victoria  | 1940 | Campeonato de Australia | Césped     | Nancye Wynne Bolton | Joan Hartigan Emily Niemayer           | 7–5, 6–2      |
| Derrota   | 1946 | Campeonato de Australia | Césped     | Nancye Wynne Bolton | Joyce Fitch Mary Bevis Hawton          | 7–9, 4–6      |
| Victoria  | 1947 | Campeonato de Australia | Césped     | Nancye Wynne Bolton | Joyce Fitch Mary Bevis Hawton          | 6–3, 6–3      |
| Victoria  | 1948 | Campeonato de Australia | Césped     | Nancye Wynne Bolton | Pat Jones Mary Bevis Hawton            | 6–3, 6–3      |
| Victoria  | 1949 | Campeonato de Australia | Césped     | Nancye Wynne Bolton | Doris Hart Marie Toomey                | 6–0, 6–1      |
| Derrota   | 1950 | Campeonato de Australia | Césped     | Nancye Wynne Bolton | Louise Brough Doris Hart               | 2–6, 6–2, 3–6 |
| Victoria  | 1951 | Campeonato de Australia | Césped     | Nancye Wynne Bolton | Joyce Fitch Mary Bevis Hawton          | 6–2, 6–1      |
| Victoria  | 1952 | Campeonato de Australia | Césped     | Nancye Wynne Bolton | Allison Burton Baker Mary Bevis Hawton | 6–1, 6–1      |
| Victoria  | 1956 | Abierto de Australia    | Césped     | Mary Hawton         | Mary Carter Reitano Beryl Penrose      | 6–2, 5–7, 9–7 |
| Derrota   | 1957 | Wimbledon               | Césped     | Mary Hawton         | Althea Gibson Darlene Hard             | 1–6, 2–6      |
| Victoria  | 1958 | Campeonato de Australia | Césped     | Mary Hawton         | Lorraine Coghlan Angela Mortimer       | 7–5, 6–8, 6–2 |
| Derrota   | 1958 | Torneo de Roland Garros | Clay       | Mary Hawton         | Yola Ramírez Rosie Reyes               | 4–6, 5–7      |

### Dobles mixtos (5 victorias, 3 derrotas)
| Resultado | Año  | Campeonato                | Superficie | Compañero/a        | Contrincantes               | Puntuación    |
| --------- | ---- | ------------------------- | ---------- | ------------------ | --------------------------- | ------------- |
| Derrota   | 1938 | Abierto de Estados Unidos | Césped     | John Bromwich      | Alice Marble Don Budge      | 1–6, 2–6      |
| Victoria  | 1951 | Abierto de Australia      | Césped     | George Worthington | Clare Proctor Jack May      | 6–4, 3–6, 6–2 |
| Victoria  | 1952 | Abierto de Australia      | Césped     | George Worthington | Gwen Thiele Tom Warhurst    | 9–7, 7–5      |
| Derrota   | 1952 | Campeonato de Wimbledon   | Césped     | Enrique Morea      | Doris Hart Frank Sedgman    | 6–4, 6–3, 6–4 |
| Derrota   | 1952 | Abierto de Australia      | Césped     | Lew Hoad           | Doris Hart Frank Sedgman    | 3–6, 5–7      |
| Victoria  | 1954 | Abierto de Australia      | Césped     | Rex Hartwig        | Beryl Penrose John Bromwich | 4–6, 6–1, 6–2 |
| Victoria  | 1955 | Abierto de Australia      | Césped     | George Worthington | Jenny Staley Lew Hoad       | 6–2, 6–1      |
| Victoria  | 1956 | Torneo de Roland Garros   | Arcilla    | Luis Ayala         | Doris Hart Bob Howe         | 4–6, 6–4, 6–1 |

## Cronología de torneos de individuales de Grand Slam
| G | F | SF | CF | #R | RR | Q# | DNQ | A | NH |

(G) ganador; (F) finalista; (SF) semifinalista; (CF) cuartofinalista; (#R) rondas 4, 3, 2, 1; (RR) round-robin; (Q#) ronda de clasificación; (NC) no calificó; (A) ausente; (NS) no sostenido; (PA) porcentaje de acertamiento (eventos ganados / competido); (V–D) récord de victorias y derrotas.
| Torneo                                | 1935 | 1936 | 1937 | 1938 | 1939 | 1940 | 1941 – 1944 | 1945 | 19461 | 19471 | 1948 | 1949 | 1950 | 1951 | 1952 | 1953 | 1954 | 1955 | 1956 | 1957 | 1958 | 1959 | SR     | G–P   | Porcentaje de victorias |
| ------------------------------------- | ---- | ---- | ---- | ---- | ---- | ---- | ----------- | ---- | ----- | ----- | ---- | ---- | ---- | ---- | ---- | ---- | ---- | ---- | ---- | ---- | ---- | ---- | ------ | ----- | ----------------------- |
| Campeonato Australiano                | 1R   | SF   | SF   | CF   | SF   | F    | NH          | NH   | CF    | SF    | 2R2  | SF   | QF   | F    | G    | A    | G    | F    | F    | A    | 2R   | 1R   | 2 / 18 | 46–14 | 76.7                    |
| Campeonatos Franceses                 | A    | A    | A    | 2R   | A    | NH   | R           | A    | A     | A     | A    | A    | A    | CF   | A    | A    | A    | A    | 3R   | A    | 3R   | A    | 0 / 4  | 7–3   | 70.0                    |
| Campeonatos de Wimbledon              | A    | A    | A    | 3R   | A    | NH   | NH          | NH   | A     | A     | A    | 4R   | 3R   | 1R3  | CF   | A    | A    | A    | 1R   | 1R   | 4R   | A    | 0 / 8  | 13–7  | 65.0                    |
| Campeonato nacional de Estados Unidos | A    | A    | A    | 3R   | A    | A    | A           | A    | A     | A     | A    | A    | A    | A    | CF   | 3R   | A    | A    | A    | A    | 2R   | A    | 0 / 4  | 8–4   | 66.7                    |
| V-D                                   | 0–1  | 2–1  | 3–1  | 6–3  | 3–1  | 3–1  |             |      | 2–1   | 3–1   | 0–0  | 6–2  | 4–2  | 7–2  | 11–2 | 2–1  | 5–0  | 4–1  | 6–3  | 0–1  | 7–3  | 0–1  | 2 / 34 | 74–28 | 72.5                    |